# Nüdlingen

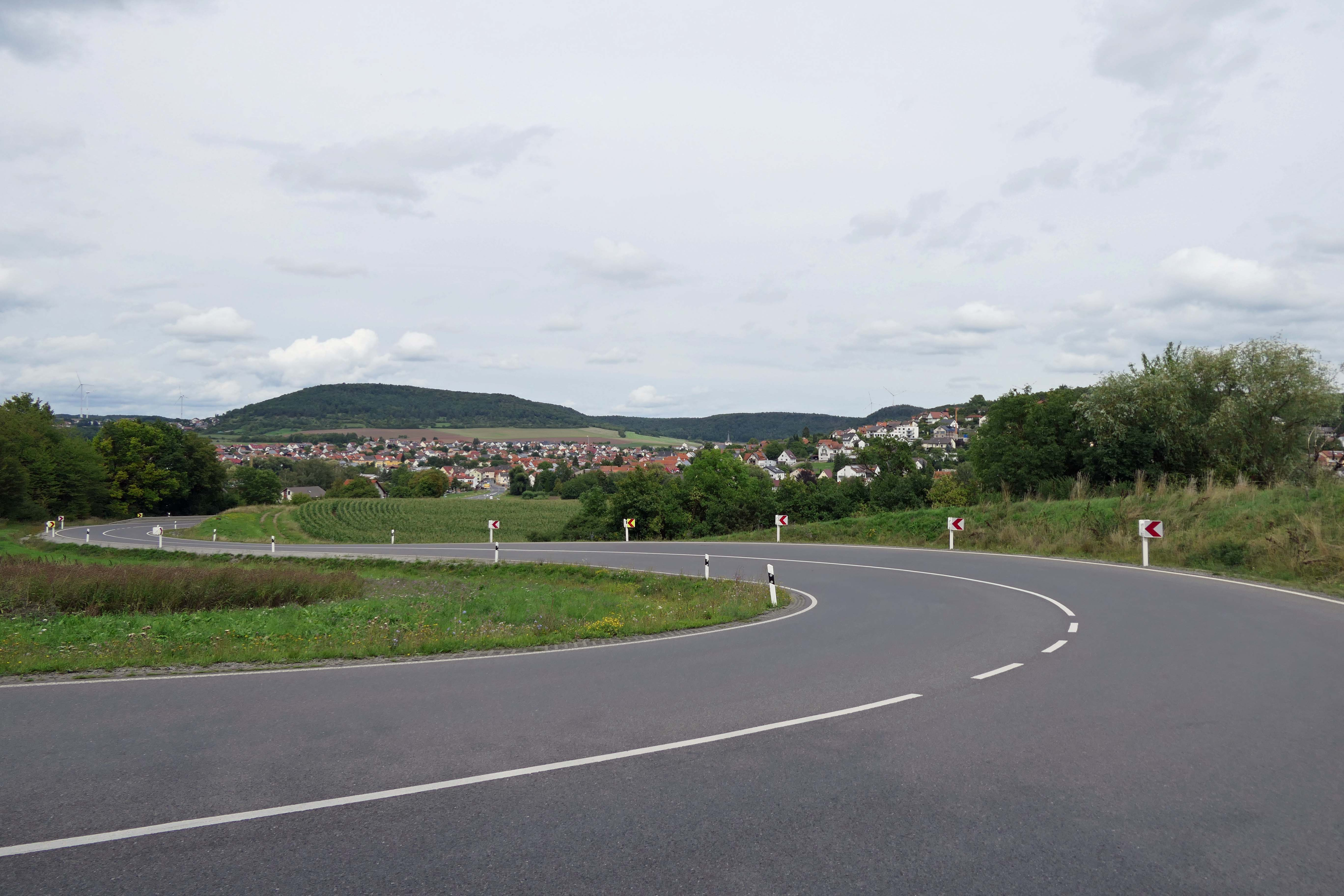
Nüdlingen von Südwesten

Nüdlingen ist eine Gemeinde im unterfränkischen bayerischen Landkreis Bad Kissingen.

## Geografie

### Geografische Lage
Nüdlingen liegt in der Region Main-Rhön etwa 3 km nordöstlich von Bad Kissingen.

### Gemeindegliederung
Es gibt fünf Gemeindeteile (in Klammern ist der Siedlungstyp angegeben):
- Gehegmühle (Einöde)
- Haard (Pfarrdorf)
- Mühle (obere) (Einöde)
- Nüdlingen (Pfarrdorf)
- Ostermühle (Einöde)

Es gibt die Gemarkungen Haard und Nüdlingen.

## Geschichte

### Anfänge
Die erste bekannte Erwähnung von Nüdlingen erfolgte im Jahr 772 als „Hnutilingen“ im Zusammenhang mit der Schenkung eines Priesters namens Burgarad an das Kloster Fulda. Die Urkunde ist nicht mehr im Original, jedoch durch eine um 830 von Rabanus Maurus angefertigte Abschrift erhalten, die sich wiederum durch den Codex Eberhardi erhalten hat. Die Ortsnamensendung „-ingen“ deutet auf einen alemannischen Ursprung hin.

### Mittelalter
Weitere Schenkungen im Ortsgebiet waren jene durch Altmann und Reginhilt an die Gründung des Hl. Bonifatius (803), durch Vuhmut und seinen Sohn Eribo an die Abtei (807), durch Leitrat an das Kloster Fulda (811), durch Rantpraht und seine Frau Scafhilt an das monasterium S. Salvatoris (841), durch Engilhart an die freie Rechtsabtei (ebenfalls 841) und schließlich durch Eggibrath und seine Frau Nuvvirat an das Kloster Fulda (842).
Der Ort war seit 1032 im Besitz der Grafen von Henneberg. Deren Graf Hermann I. errichtete im Jahr 1242 in Nüdlingen die Burg Hunberg als Gegenburg zur Reiterswiesener Burg Botenlauben, die seit 1234 dem Würzburger Bischof Hermann I. von Lobdeburg gehörte. Der Bischof verlangte von Hermann I. den Abriss der Burg Hunberg. Durch die Weigerung Hermanns I., der Forderung nachzukommen, kam es zu einer kämpferischen Auseinandersetzung zwischen dem Bischof und den Hennebergern, wobei letztere vom Abt von Fulda unterstützt wurden. Obwohl der Bischof Hermann I. von Lobdeburg unterlag, musste die Burg Hunberg im Rahmen eines Vergleiches abgerissen werden.
Im Verlauf dieser Jahrhunderte hatte Nüdlingen mehrere Katastrophen zu überstehen, so Misswachs und Krankheiten im Jahr 1171, Überschwemmungen durch starken Schneefall im Jahr 1179, Hungersnöte (1191 und 1192), Zerstörung der Ernte durch Hagelschlag (1195), Vernichtung der Rebstöcke (1219), Krankheiten im Jahr 1257 und eine Pestepidemie im Jahr 1312.

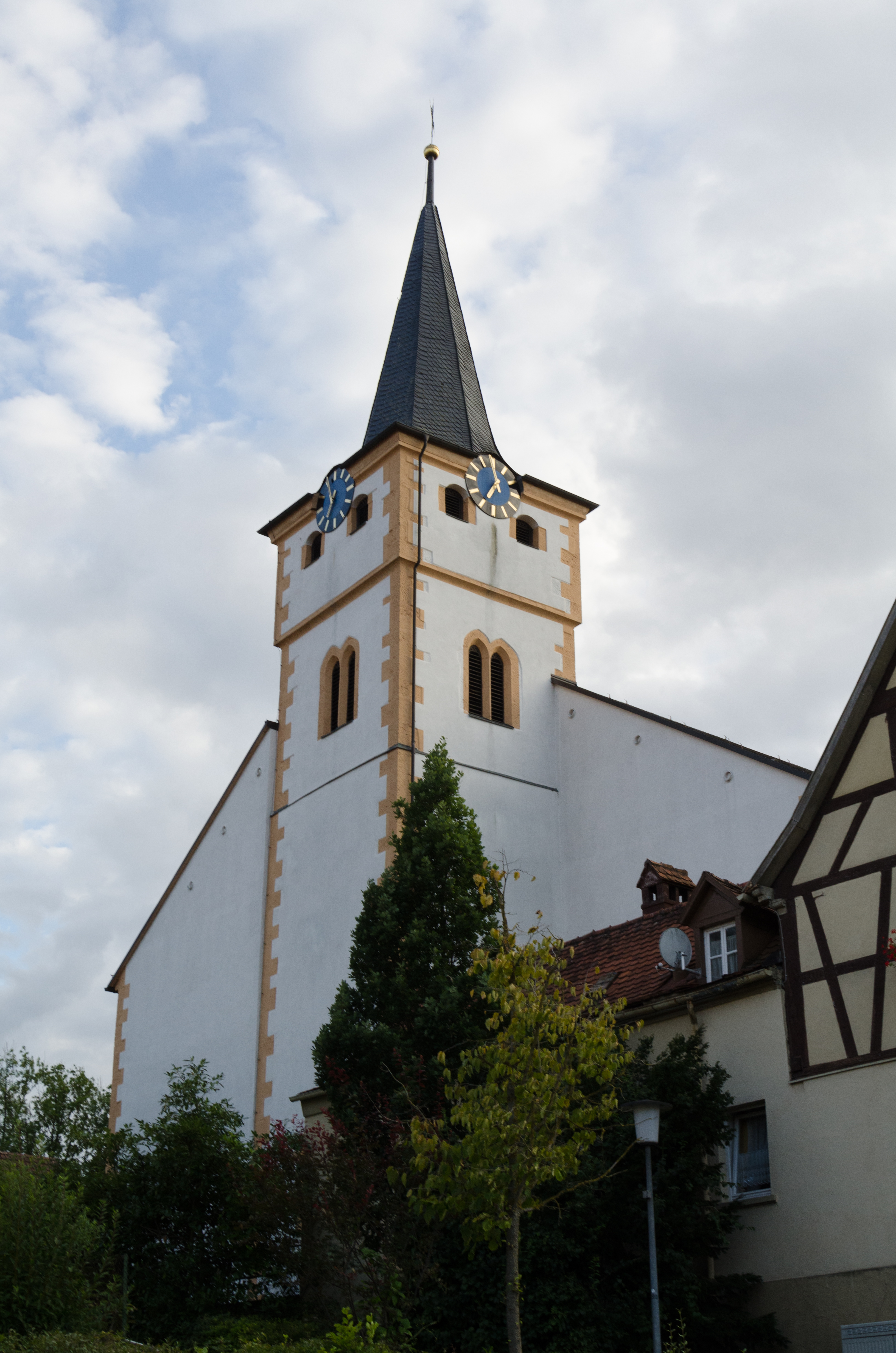
Die St.-Kilian-Kirche

Nüdlingen wurde seelsorgerisch zunächst vom Kleinbracher Kloster Brachau (heute St. Dionysius) aus betreut. Der Standort eines möglichen Kirchenbaus zu dieser Zeit ist unbekannt, lag aber möglicherweise im nördlichen Teil von Nüdlingen, wo sich auch der erste Pfarrhof befand. Eine eigene Nüdlinger Pfarrei gab es zu dieser Zeit noch nicht. In den Jahren 1133 bis 1135 erfolgte eine Angliederung an die Pfarrei Kissingen. Die schlechten Wegverbindung nach Kissingen machte im Jahr 1384 die Entstehung eines beneficium non curatum in Nüdlingen erforderlich, wobei der Nüdlinger Pfründebesitzer für die Gottesdienste zuständig war und die Seelsorge weiterhin vom Kissinger Pfarrer ausgeübt wurde.
Im Jahr 1394 verkaufte Herzog Schwandibor von Stettin Nüdlingen an das Hochstift Würzburg, das den Ort im Jahr 1434 wieder an die Henneberger veräußerte. In der Folgezeit war Nüdlingen mehreren Besitzerwechseln zwischen dem Hochstift und den Hennebergern unterworfen. Ab 1502 gehörte der Ort wieder zum Hochstift Würzburg.
Im Jahr 1453 wurde Nüdlingen selbstständige Pfarrei. Zur Erinnerung an die vorherige seelsorgerische Betreuung durch Kissingen sollte regelmäßig eine Wallfahrt zur Kissinger Marienkapelle abgehalten werden. Die Nüdlinger Sebastianikapelle wurde in den Status einer Pfarrkirche erhoben. Da am 22. Februar 1590 Haard nach Nüdlingen eingepfarrt wurde, was ein größeres Kirchengebäude erforderte, entstand um 1600 am Standort der alten Burg in der Mitte Nüdlingens die neuromanische St.-Kilian-Kirche, die unter Fürstbischof Julius Echter von Mespelbrunn bereits 1615 erweitert wurde.
Im Rahmen der Schlichtung eines Streits zwischen der Familie von Bibra und dem Würzburger Kloster St. Stephan durch Burcardus, Abt des Klosters Aura, und den Würzburger Amtmann Ludwig von Hutten verpflichtete sich die Gemeinde Nüdlingen im Jahr 1494 zur Bullenhaltung; die Bullen wurden von der Gemeinde verpachtet. Auf Grund der gestiegenen Kosten übernahm die Gemeinde die Zuchttierhaltung nach dem Ersten Weltkrieg ganz.

### Nüdlingen zu Beginn der Neuzeit
Im 17. Jahrhundert wurde die 1617 vom Augustinerorden in Würzburg gegründete Sebastianibruderschaft in Nüdlingen ansässig. Die ursprüngliche Feldkapelle, an der auch der Gedenktag des Hl. Sebastian begangen wurde, wurde im Jahr 1691 unter Fürstbischof Johann Gottfried von Guttenberg im neuromanischen Stil zur Sebastianikapelle umgebaut. Es gilt als sicher, dass es vor der Entstehung der Sebastianikapelle eine erste gab. Ihr Standort ist unbekannt; Es ist unsicher, ob sie in der Nähe des früheren Pfarrhofes im Steingarten (Haardstraße) stand. Nördlich des ehemaligen Pfarrhauses gibt es massive Grundmauern, deren Ausdehnung auf ein größeres Bauwerk schließen lassen, das vom 13. Jahrhundert an bestanden haben kann, doch ist unsicher, ob es sich dabei um die erste Kirche des Ortes handelt.
Der Bauernkrieg von 1525 hinterließ in Nüdlingen wenig Spuren, da es in Nüdlingen kein Kloster gab und die Hunburg nicht mehr existierte. Während im Jahr 1641 im Verlauf des Dreißigjährigen Krieges etwa 150 Häuser in Nüdlingen gebrandschatzt wurden, ist über die Folgen der Pestepidemien von 1611 sowie 1667/68 wenig bekannt. Die Informationen über die Kriegsereignisse und Pestepidemien dieser Zeit sind durch die Brände des Pfarrarchivs von 1641 und 1669 verloren gegangen.
Im Jahr 1594 erfolgte eine Überarbeitung der Nüdlinger Dorfordnung; der örtliche Schulmeister und Gerichtsschreiber Memellus von Mellrichstadt fasste die neuen Bestimmungen schriftlich zusammen.
Die Burg im ehemaligen Hochstift Würzburg, das zum Fränkischen Reichskreis gehörte, wurde nach der Säkularisation 1805 Erzherzog Ferdinand III. Joseph Johann Baptist von Habsburg-Lothringen-Toskana zur Bildung des Großherzogtums Würzburg überlassen und fiel mit diesem 1814 endgültig an Bayern. Bereits 1804 kamen Nüdlingen (bis dahin zur Amtskellerei Kissingen gehörend) und Haard (bis dahin zur Amtskellerei Aschach gehörend) zum Landgericht Münnerstadt.

### Bayerisches Königreich
Um 1800 entstand an der Ostseite des Torturmes das erste Nüdlinger Schulhaus. Zur gleichen Zeit wurde die St.-Kilian-Kirche unter Pfarrer Bernhard kast ein weiteres Mal erweitert sowie unter seinem Nachfolger Johann Adam Göpfert der Kirchturm samt Dach erneuert. In der ersten Hälfte des 19. Jahrhunderts verbesserte sich Nüdlingens Verkehrsanbindung durch den Bau einer Poststraße von Kissingen nach Münnerstadt durch Nüdlingen (1825) sowie wenig später einer Verbindung nach Rannungen und nach Aschach und Fulda. Dies ermöglichte für die Einwohner von Nüdlingen beispielsweise einen besseren Absatz ihrer Waren durch den florierenden Kurbetrieb in Kissingen.
Eine am 1. Mai 1849 durchgeführte Schulvisitation bescheinigte sowohl der Mädchen- als auch der Knabenschule ausgezeichnete Ergebnisse; Nüdlingen gehörte zu den besten der 24 geprüften Gemeinden.
Im Jahr 1856 ergänzten die Geschwister Katharina und Barbara Hein das Hümmler’sche Kapital der Kaplaneistiftung von 1775. Dadurch konnte eine ständige Kaplanstiftung finanziert werden. 1858/59 wurde die St.-Kilian-Kirche erneut erweitert.

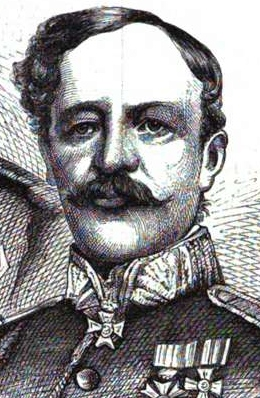
Generalleutnant Oskar von Zoller, der am 10. Juli 1866 im Pfarrhaus von Nüdlingen verstarb

Vom Nüdlinger Pfarrer Michael Erhard stammt ein ausführlicher Bericht über die Geschehnisse im Ort im Rahmen des Deutschen Krieges von 1866. So war in Nüdlingen ein Bataillon des bayerischen 5. Inf.-Regiments einquartiert. Als sich in Nüdlingen die Nachricht über das Anrücken der preußischen Truppen verbreitete, wollten die jungen Männer des Ortes fliehen, um nicht von den preußischen Truppen zum Kriegsdienst eingezogen zu werden, konnten aber von Pfarrer Erhard überzeugt werden, zu bleiben. Am Mittag des 10. Juli rückten die Preußen unter Falkenhain, Manteufel und Baier nach Nüdlingen vor, woraufhin die Einwohner in den Wald flüchteten. Der in Winkels am Standort des heutigen Zoller-Gedenksteins verwundete königlich bayerische Generalleutnant Oskar von Zoller wurde in das Nüdlinger Pfarrhaus verbracht, wo er wenig später seinen Verletzungen erlag. Die noch in Nüdlingen anwesenden bayerischen Soldaten wurden von den Einwohnern mit Proviant versorgt. Bis zum frühen Morgen des 11. Juli standen sich Bayern und Preußen um Nüdlingen herum gegenüber. Um 3 Uhr früh verließen die letzten Nüdlinger den Ort. Um 5 Uhr zogen die Preußen durch Nüdlingen; am Abend kehrten die Nüdlinger wieder zurück. Die Preußen hatten im Ort nur wenige Häuser zerstört, in den Feldern jedoch größere Verwüstungen hinterlassen und die gesamte Ernte vernichtet. Auf dem gesamten Schlachtfeld zwischen Nüdlingen und Kissingen befanden sich Leichen von Pferden und Soldaten, Ausrüstungsgegenstände und Patronenhülsen. Innerhalb des Nüdlinger Gebiets fielen 23 Bayern und 20 Preußen. 18 Bayern wurden auf dem Nüdlinger Friedhof, östlich der Sebastianikapelle, bestattet.
Aus Dankbarkeit darüber, dass Nüdlingen im „Deutschen Krieg“ nicht zerstört wurde, errichtete Pfarrer Erhard im Jahr 1867 eine Madonnenstatue vor dem zweiten, 1862/63 errichteten Schulgebäude. Im Jahr 1873 entstand unter dem Namen Militär- und Kampfgenossenverein die Kriegerkameradschaft Nüdlingen, die im Jahr 1894 neben dem Schulhaus das erste Kriegerdenkmal des Ortes errichtete.
Mit Beschluss vom 19. Mai 1867 führte der Gemeinderat eine Neuregelung der Frondepflicht durch; eine Ergänzung erfolgte am 21. Februar 1870. Ein Gemeinderatsbeschluss vom 30. Dezember 1872 regelte die Entlohnung von Gemeindediensten.
Ein Brand im Ort zerstörte im Jahr 1867 10 Gebäude und führte zur Gründung der örtlichen Freiwilligen Feuerwehr im Jahr 1869 durch eine Versammlung von etwa 40 Nüdlingern. Zuvor hatte jeder Bürger einen Ledereimer vorrätig zu halten und bei der Bekämpfung von Bränden mitzuhelfen, was sich aber organisatorisch und auf Grund von mangelnder Einsatzbereitschaft als ineffektiv erwies.
Durch eine Trockenheit kam es im Jahr 1893 zu einer Missernte, die zur Notschlachtung von Vieh und sinkenden Fleischpreisen führte. Die Notlage führte noch im gleichen Jahr zur Gründung der Raiffeisenkasse von Nüdlingen. Die Notsituation besserte sich wieder durch ertragreichere Ernten in den Folgejahren.
Im Jahr 1896 stellte der Nüdlinger Bürger Barthel Kiesel der Gemeinde sein Wohnhaus mit Nebengebäuden und Hof zur Errichtung einer Kleinkinderbewahranstalt zur Verfügung. Die Leitung sollten geistliche Ordensschwestern, möglicherweise von der Würzburger Kongregation der Schwestern des Erlösers, übernehmen. Das von Barthel Kiesel in diesem Zusammenhang zur Verfügung gestellte Vermögen wurde durch Schenkungen einer anonymen Spenderin ergänzt.
Zur gleichen Zeit wurde das alte Kindergartengebäude unter dem neu gegründeten St.-Johannis-Verein auf Grund der sich verändernden Anforderungen durch einen Neubau ergänzt.
Im Jahr 1904 wurde auf Initiative des Ehepaares Kiesel (Münnerstädter Straße 2) an der Südseite des Kirchenhauptaufganges eine Lourdesgrotte aus Findlingen errichtet, nachdem Wilhelm Kiesel von einer Blutvergiftung genesen war. Das Ehepaar pflegte die Grotte und stellte Mittel zur Pflege der Grotte für die nächste Zukunft bereit. Die Gemeinde gab die Grundfläche für die Grotte laut Protokoll vom 30. August 1904 unentgeltlich an die Kirchenstiftung ab.
Am 29. Juni 1907 wurde der Beschluss zum bereits 1903 angedachten Neubau des Schulgebäudes gefällt, der durch Mittel des Schulbaufonds und aus dem Reservefonds der Gemeindekasse finanziert wurde. Die Einweihung der unter dem Bad Kissinger Architekten Carl Krampf errichteten Schulgebäudes erfolgte im Oktober 1910.
Im Jahr 1911 entstanden der Schützenverein und der Turn- und Sportverein.
Kurz vor dem Ersten Weltkrieg wurden die Rebpflanzen, die in Form von Weinbau wesentlich zu den wirtschaftlichen Verhältnissen in Nüdlingen beitrugen, von Rebläusen befallen und mussten durch andere Kulturen ersetzt werden. Auf Grund der ablehnenden Haltung der Bürger gegen den Bau einer Wasserleitung wurden die Brunnen der Gemeinde auf Grundlage eines Gutachtens des Würzburger Chemikers Dr. Hingerling mit Gemeindebeschluss vom 21. August 1910 tiefer gebohrt und verdichtet.

### Erster Weltkrieg und Weimarer Republik
Auf Grund der hohen Arbeitslosigkeit im Ort nach Ausbruch des Ersten Weltkrieges beantragte die organisierte Arbeiterschaft die Ausführung von Notstandsarbeiten. Der Antrag wurde am 30. Dezember 1914 zunächst abgelehnt; die Gemeinde verwies in ihrer Begründung auf den damaligen Wohlstand des Ortes. Notstandsarbeiten setzten im Ort aber später ein, wie im Wegebau und bei der Anlage von Kulturen; sie endeten im Jahr 1926. Ebenfalls mit Verweis auf den Reichtum der Gemeinde erschien es der Gemeinde als aussichtslos, beim Reich einen Zuschuss zur Arbeitslosenunterstützung zu beantragen. Die Gemeinde unterstützte bedürftige Bürger nicht mit Geld-, sondern mit Sachleistungen in Form von Brot, Kartoffeln und Holz. Vor der im Jahr 1917 durchgeführten Beschlagnahmung der Kirchenglocken blieb lediglich die Marienglocke verschont. Ende 1919 wurden die aus dem Krieg heimgekehrten Nüdlinger Bürger mit einer Begrüßungsfeier geehrt. 65 Männer aus dem Ort waren gefallen.
Am 1. Mai 1920 wurde die fünfte Schulstelle im Ort besetzt. Im selben Jahr wurden die Kirchenglocken ersetzt sowie am 9. April 1920 eine siebenpferdige Dampflokomotive mit einer sechspferdigen Dreschmaschine angeschafft. Nach einer Abstimmung der Bürgerversammlung vom 3. April 1921 mit 361 zu 36 Stimmen beschloss die Gemeinde am 7. April 1921 den Bau eines Elektrizitätswerks unter der Oberaufsicht von Ing. Fenn von der bayer. Zentral-Darlehenskasse München, Zweigniederlassung Würzburg, Elektrizitätsabteilung. Stromdiebstahl wurde mit einer Konventionalstrafe von 1000 Mark und einer Anzeige geahndet.
Im Dezember 1921 wurde die alte Kirchturmuhr, die nur ein Zifferblatt an der Nordseite des Turmes hatte und zudem jeden Tag neu aufgezogen werden musste, durch eine neue Kirchturmuhr mit vier Zifferblättern ersetzt.
Ab 1922 verschlechterte sich durch die Geldentwertung die finanzielle Situation Nüdlingens. Auch der Verkauf von Kriegsanleihen sowie sämtlicher Pfandbriefe verlor durch die Inflation von 1923 seine Wirkung. Im Jahr 1924 hatte die Gemeinde Schwierigkeiten, ihre Bediensteten zu bezahlen; der geplante Bau der Wasserleitung musste bis 1935 zurückgestellt werden.
Im Jahr 1924 machte die Kirchenverwaltung ein Mitbenutzungsrecht an den Räumlichkeiten der 1. Schule geltend, da der 1. Lehrer von Nüdlingen auch als 1. Heiligenmeister beziehungsweise 1. Kirchendiener sowie als Organist tätig war. Es kam zu einem Kompromiss, in dessen Rahmen die Gemeinde sich verpflichtete, die St.-Kilians-Kirche unentgeltlich mit elektrischem Licht zu versorgen sowie jährlich 100 Goldmark an die Kirchenkasse zu zahlen, und die Kirchenverwaltung auf ihren Mitbenutzungsanspruch an der 1. Schule verzichtete.
Bedingt durch die sich bessernde Wirtschaftslage zwischen 1925 und 1927 konnte die Gemeinde am 21. Januar 1925 die Errichtung eines eigenen Brauhauses in Nüdlingen beschließen und im Jahr 1927 das alte, inzwischen unzureichend gewordene Kindergartengebäude in der Rochushöhle durch einen Neubau in der Wermerichstraße ersetzen.
Im Jahr 1927 entstand eine Kraftpostlinie, die von Bad Kissingen über Nüdlingen und Münnerstadt nach Großwenkheim führte.
Im Jahr 1928 wurden die drei schadhaften Prozesskirchlein an der Ümpfing-, der Brunn- und in der Kapellenstraße instand gesetzt; 20 Jahre später mussten die Kapellchen in der Ümpfing- und der Brunnstraße wegen erneuter Schäden abgerissen werden. Im Jahr 1929 fand eine Instandsetzung des Tor- oder Schulturms, des Rests des einstigen Castrums, statt. Im Jahr 1930 musste die Verbindungsstraße nach Haard wegen ihres desolaten Zustandes erneuert werden. Der Bau einer neuen Ortsstraße zwischen der Hauptstraße und der Neubaustraße sowie der Ausbau der Verbindungsstraße zwischen Nüdlingen und Hausen im Jahr 1932 wurden wegen der sich verschlechternden wirtschaftlichen Lage als Notstandsarbeiten durchgeführt.

### Nationalsozialismus und Zweiter Weltkrieg
Zu Beginn der Zeit des Dritten Reiches wurden Reichskanzler Adolf Hitler und Reichspräsident Paul von Hindenburg am 10. Mai 1933 zu Ehrenbürgern von Nüdlingen ernannt. Zugleich wurde allen Jugendlichen unter 20 Jahren sowie allen Kommunistenverdächtigten der Zutritt zu den öffentlichen Sitzungen des Gemeinderates verboten. Eine Mehrheit von konservativen Gemeinderäten im Gemeinderat verhinderte aber die Benennung aller Straßen Nüdlingens nach NS-Führern, so dass lediglich die Ortsdurchfahrt nach Hitler und die neue Straße zwischen Hauptstraße und Neubaustraße nach Hindenburg benannt wurden.
Bis auf ein Gemeinderatsmitglied, das bereits Parteigenosse war, wurden alle Gemeinderatsmitglieder durch neun NS-treue Gemeinderäte ersetzt. Der Antrag dieses neu zusammengesetzten Gemeinderates vom 20. Oktober 1933, Pfarrer Zufraß zu versetzen, scheiterte jedoch, als dieser nach einer kurzen freiwilligen Abwesenheit in Nüdlingen blieb.
In den Jahren 1935 und 1938 mussten in der St.-Kilian-Kirche Schäden beseitigt werden, die durch Sporenbildung des Milchpilzes entstanden waren. In der Zwischenzeit fanden zahlreiche Instandsetzungsarbeiten an der Innenausstattung der Kirche statt. Die Kirchenstiftung scheiterte am 19. September 1935 mit ihrem an die Gemeinde gerichteten Antrag auf finanzielle Unterstützung, da die Gemeinde bereits 6000 Reichsmark für die Verbreiterung der Ortsdurchfahrt aufwenden musste. Im Rahmen dieser Verbreiterung der Ortsdurchfahrt wurde der vor dem Anwesen Josef Emmert, 163 1/3, befindliche Bildstock von 1595, der älteste Bildstock des Ortes, durch die Bildhauer Karl Hümmler und Ignaz Koch in Stand gesetzt und an den Aschacherweg versetzt. Der bereits 1907 angedachte Bau einer Wasserversorgungsanlage, der dann aber am Widerstand der Bevölkerung, dann am Ausbruch des Ersten Weltkrieges und schließlich an der Inflation von 1923 scheiterte, wurde am 2. März 1933 beschlossen und am 30. April 1934 begonnen. Am 26. Mai 1935 konnte die Wasserleitung eingeweiht werden. Da die Gemeinde im Jahr 1937 an der Flurgrenze Rottershausen ein Stück Gemeindewald mit guter Bodenqualität für die Errichtung einer Muna abtreten musste, erhielt sie eine Entschädigung von insgesamt 1000 Reichsmark pro Hektar.

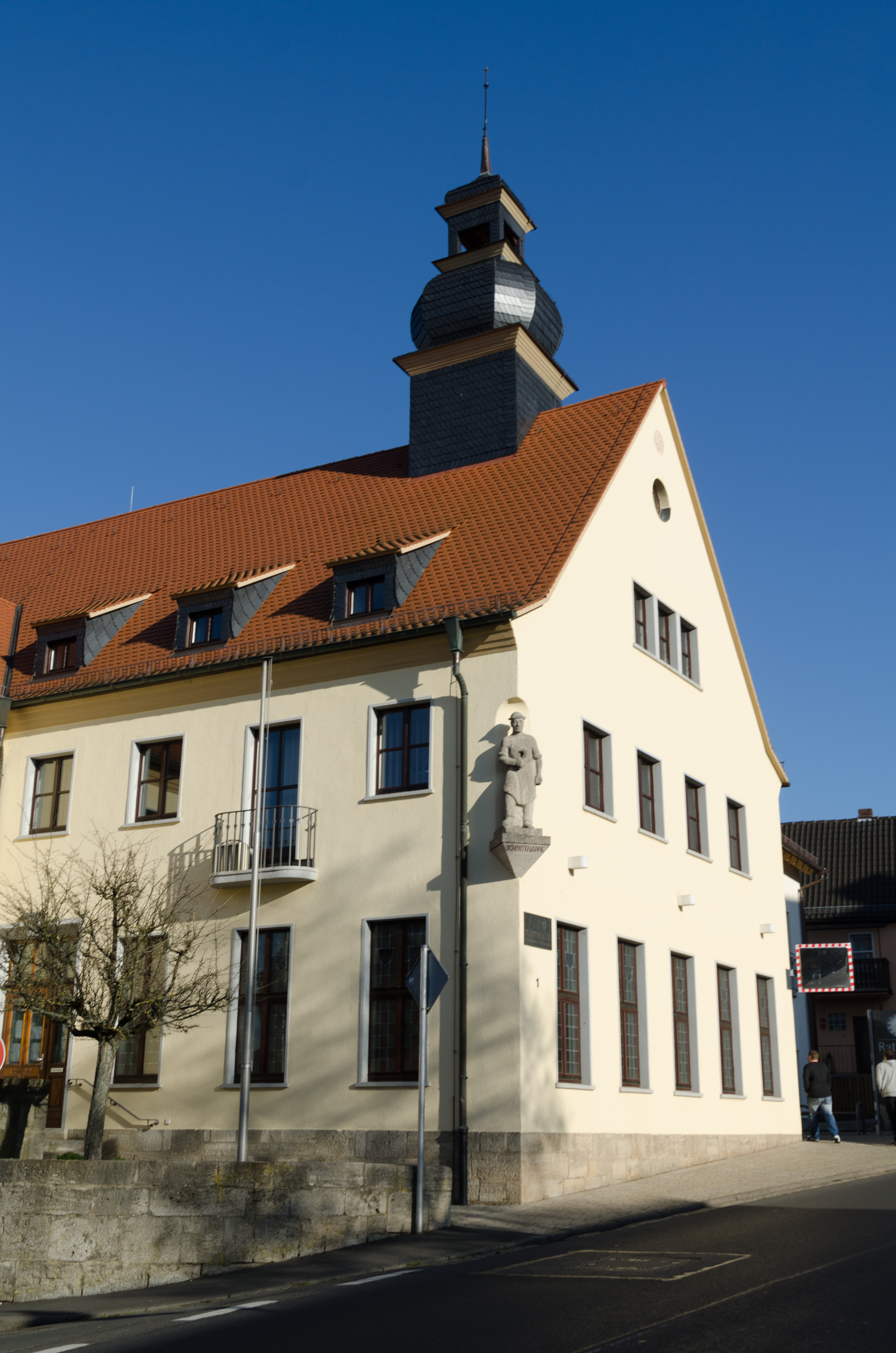
Das Rathaus von Nüdlingen

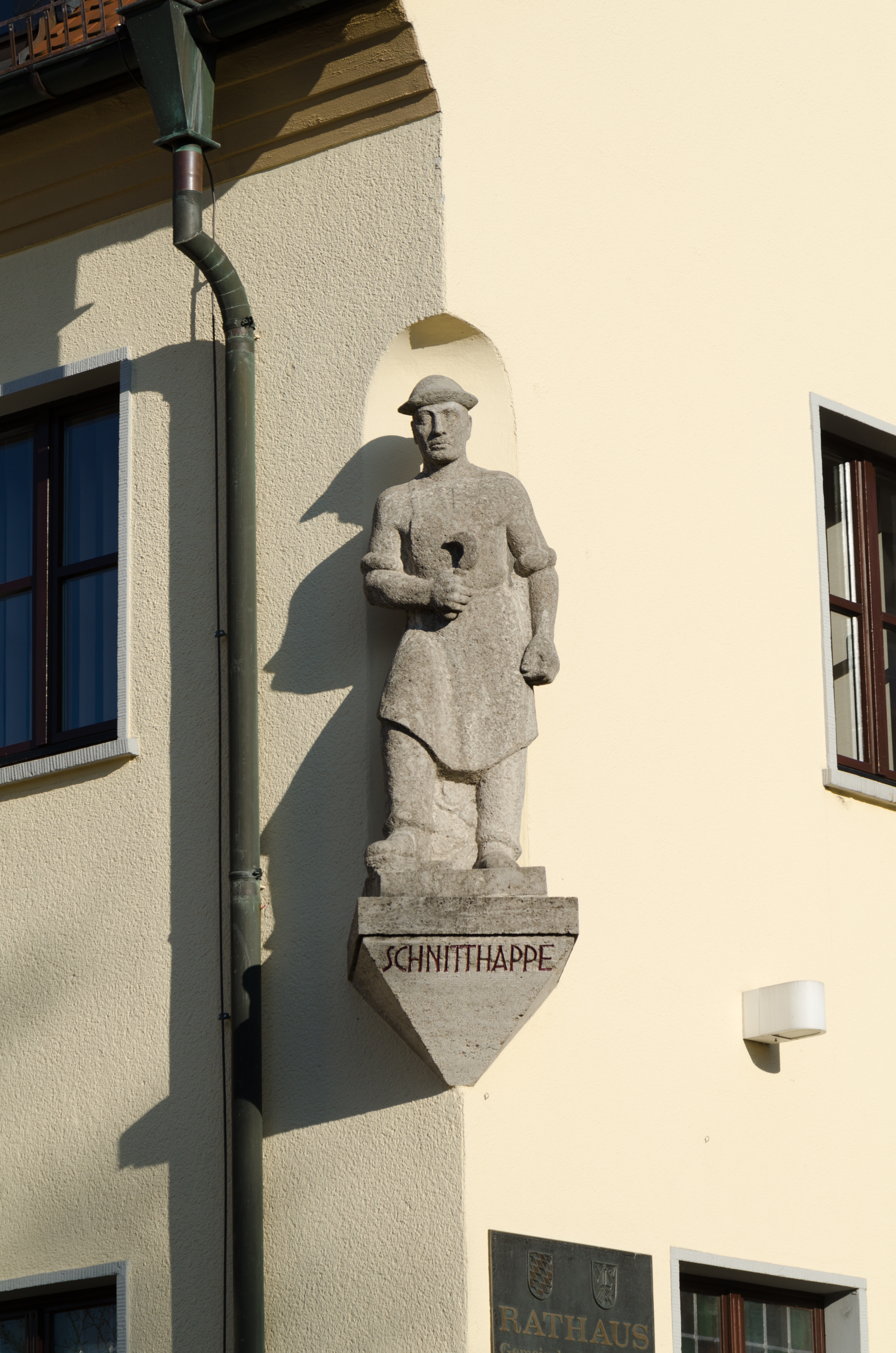
Der Schnitthepper

Mit Beschluss vom 24. März 1938 wurde das alte, ursprünglich als Bauernhaus angelegte Rathaus durch einen Neubau ersetzt, der den sich wandelnden Ansprüchen beispielsweise durch die steigende Einwohnerzahl gerecht werden sollte. An der Errichtung des Rathauses in der Ortsmitte an der B 287 waren gänzlich Firmen aus Nüdlingen beteiligt. Die Kosten in Höhe von 100.000 Reichsmark wurden mit der Entschädigung finanziert, die die Gemeinde für die Abtretung des Waldgrundstücks im Rahmen der Errichtung der Muna erhalten hatte. Weiterhin diente die Entschädigung zur Tilgung von Restschulden für die 1935 errichtete Wasserleitung, für den Bau eines Zuchttierstalls in der Haardstraße, eines Jugendheimes am Wurmerich sowie zweier Brücken innerhalb des Ortsgebiets. An der Südwestecke des befindet sich ein von Bildhauer Met aus Bad Kissingen erstelltes Standbild des Schnittheppers. „Schnitthepper“ war einst der Spitzname für die Nüdlinger.
Im Jahr 1938 wurde eine neue Zuchttierstallung errichtet, da der schlechte Zustand der alten Stallungen die Verbreitung der Maul- und Klauenseuche im Ort begünstigt hatte. Ein am 28. Februar 1939 beschlossener Bebauungsplan zur Errichtung einer Wohnsiedlung kam jedoch nicht zur Ausführung.

#### Zweiter Weltkrieg
Die ersten Monate des Zweiten Weltkrieges bis zum Februar 1940 waren durch außerordentlich tiefe Temperaturen geprägt, die einen Großteil der Ernte vernichteten. Die plötzlich eintretende Schwüle im März führte am 15. März 1940 zu einem Gewitter mit Sturm, der zahlreiche Dächer im Ort, auch das Kirchendach, abdeckte. Ein erneutes Gewitter folgte am Abend des 18. April 1940. Eine Trockenheit bis Anfang Juli beeinträchtigte die Ernte. Auch der Winter 1941/42 war von strenger Kälte sowie starkem Schneefall geprägt.
Der Krieg machte sich mit den ersten Fliegeralarmen in den Nächten vom 21. zum 22. August 1940 und vom 4. zum 5. September 1940 bemerkbar. Ab dem 22. Januar 1941 nahm Nüdlingen Kinder und Mütter aus Westfalen, dem Rheinland und dem Wuppertal  auf.
Am 23. April 1941 gab der bayerische Kultusminister Adolf Wagner die Anweisung, die Kruzifixe aus den Schulen in Bayern zu entfernen und durch “zeitgemäßen Wandschmuck” zu ersetzen. Wegen starker Protesten der bayerischen Bevölkerung musste Wagner seinen Erlass im August zurückziehen.
Die größte Kundgebung fand in Nüdlingen statt. Es kam zu Protesten beim Bürgermeister; dieser verwies jedoch lediglich auf den Landrat. Eine Abordnung von 120 Nüdlinger Bürgerinnen zog vor das Landratsamt in Bad Kissingen. Der Landrat bat sie, geduldig auf die Antwort der Regierung zu warten, die bereits von ihm benachrichtigt worden sei. Die Frauen gaben ihren Widerstand jedoch nicht auf; mit Spenden wurden in Bad Kissingen vier neue Kreuze gekauft. Nach einer Regierungsentscheidung vom 29. August 1941 erhielt Nüdlingen seine Schulkreuze zurück; die neuen Kreuze gingen an die Spender. Die Nachricht vom mutigen Auftreten der Frauen verbreitete sich im ganzen Kissinger Umland. Der Schullandrat wagte daraufhin nicht, die Kruzifixe auch in anderen Schulen entfernen zu lassen. Er verfügte, dass im Rahmen einer „Entrümpelungsaktion“ an der Stirnseite der Lehrsäle nur noch das Führerbild anzubringen sei. Alle anderen Bilder und Symbole (Kreuze) dürften nur an Seiten- und Rückwänden aufgehängt werden. In Thundorf in Unterfranken und Rothhausen kam es daraufhin zu heftigem Widerstand aus der Bevölkerung.
(siehe auch Hauptartikel Kreuzkampf)
Anfang Januar 1942 gab es einen Mangel an Arbeitskräften vor allem in der Landwirtschaft, als viele Männer aus Nüdlingen zum Kriegsdienst eingezogen wurden. Im August dieses Jahres stiegen die Temperaturen auf bis zu 45 Grad im Schatten. Am 23. März 1943 wurden die drei schwersten Glocken der Pfarrkirche zwecks Einschmelzung zur Waffenherstellung beschlagnahmt.
In den Jahren 1942/43 wurde die Sebastianikapelle erneuert. Der Würzburger Vergoldermeister Haselbrunner renovierte die Innenausstattung, während der Nüdlinger Stuckateurmeister Ludwig Kiesel die Tüncher- und Stuckarbeiten übernahm. Die Kosten für die die Vergolderarbeiten betrugen 3280 RM und für die Tüncherarbeiten 1224 RM und wurden durch Spenden aus der Bevölkerung gedeckt.
Ebenfalls im Jahr 1943 gab es in Nüdlingen zwei Brände, die sechs Scheunen mit Nebengebäuden und zwei Stallungen zerstörten. Die Bauarbeiten für das Jugendheim, die 1939 begonnen worden waren, mussten jedoch wegen Finanzierungsschwierigkeiten und Materialmangel vorübergehend ausgesetzt werden und wurden erst Ende 1944 vollendet; das Gebäude diente nun als Wohnhaus mit acht Wohnungen.
Die kurz vor dem Ende des Zweiten Weltkrieges einsetzende Aufnahme von 350 Heimatvertriebenen stellte eine Herausforderung an die Wohnungssituation im Ort dar. 109 Nüdlinger Bürger fielen im Krieg, 46 wurden als vermisst verzeichnet. Die Namen der Gefallenen und der Vermissten sind an der Sebastianikapelle eingetragen. Im August 1945 wurde der bisherige Gemeinderat auf Anordnung der Militärregierung aufgelöst.

### Nüdlingen nach 1945
Nach Kriegsende kamen immer mehr Heimatvertriebene aus dem Sudetenland, Schlesien und Ungarn nach Nüdlingen. Die Regierung organisierte die Unterkunft der Heimatvertriebenen in jedem verfügbaren Wohnraum im Ort, was zu vereinzeltem Unmut seitens jener Nüdlinger Bürger führte, die diesen Wohnraum zur Verfügung stellen mussten. Doch gelang mit der Zeit die Integration der Heimatvertriebenen beispielsweise durch gemeinsame gesellschaftliche Aktivitäten. Die Heimatvertriebenen bekamen Nahrungsmittel und Waren des Alltagsbedarfes zugewiesen sowie pachtweise den Gänserasen bis zur Quelle zur Bewirtschaftung zur Verfügung gestellt. Bald wurde auch Gartenland jenseits der Quelle von den Heimatvertriebenen bewirtschaftet.
Durch die Währungsreform vom 21. Juni 1946 verlor die Gemeinde Nüdlingen einen Betrag von 363.266,27 RM, in dem ein Großteil der Entschädigung für das Waldstück zum Bau der Muna enthalten war. Vergeblich bemühte sich die Gemeinde vor der Währungsreform, das Waldstück zurückzuerwerben.
Der Wirtschaftsaufschwung nach der Währungsreform ermöglichte im Jahr 1948 eine Fortsetzung der 1946 begonnenen Arbeiten zum Bau einer Leichenhalle, die 1949 vollendet war; ferner wurde der Pfarrhof instand gesetzt. Im Jahr 1949 wurden die im Krieg beschlagnahmten drei Kirchenglocken durch neue, am 8. Dezember 1949 geweihte Glocken ersetzt, deren Gesamtkosten in Höhe von 18.000 DM teilweise durch einen Gemeindezuschuss und teilweise durch Spenden finanziert wurden. Auf Grund von Schadhaftigkeit musste die von Pfarrer Erhard 1867 errichtete Marienstatue im Jahr 1949 durch eine Madonnenstatue aus Kunststein ersetzt.
Am 1. April 1948 wurde der Bad Kissinger Architekt Rinneberg mit der Erstellung eines Bebauungsplanes für die Flurabteilungen Grau und Wurmerich beauftragt, doch auf Grund von Verzögerungen bei der behördlichen Genehmigung konnte das Gebiet beim Wurmerich nur allmählich bebaut werden.
Mit einem Beschluss des Gemeinderates vom 4. November 1950 wurde die Nachtwache, deren Wachlokal sich zunächst im Anbau an der östlichen Giebelseite des Fachwerkbaues der 1. Schule und dann im neuen Rathaus befunden hatte, am 1. Januar 1951 durch einen neu stationierten Polizeiposten ersetzt. Wie bereits in den Jahren 1928 und 1938/39 scheiterte auch am 6. Dezember 1950 ein von der Gemeinde beschlossener Antrag auf Eingliederung Nüdlingens an den Finanzamtsbezirk Bad Kissingen.
Wegen Mangels an geeigneten Standorten scheiterten 1951 der Bau einer Turnhalle und 1952 der Bau eines Schwimmbads; aus dem gleichen Grund konnte die 1952 geplante Anlage eines Feuerlöschweihers erst elf Jahre später umgesetzt werden. Im Jahr 1954 wurde am Standort der alten Schulscheune eine Feuerlöschgerätehalle samt modernem Schlauchtrockenturm errichtet. Am 25. September 1953 beschloss der Gemeinderat wegen steigender Schülerzahlen den Bau einer neuen Schule.

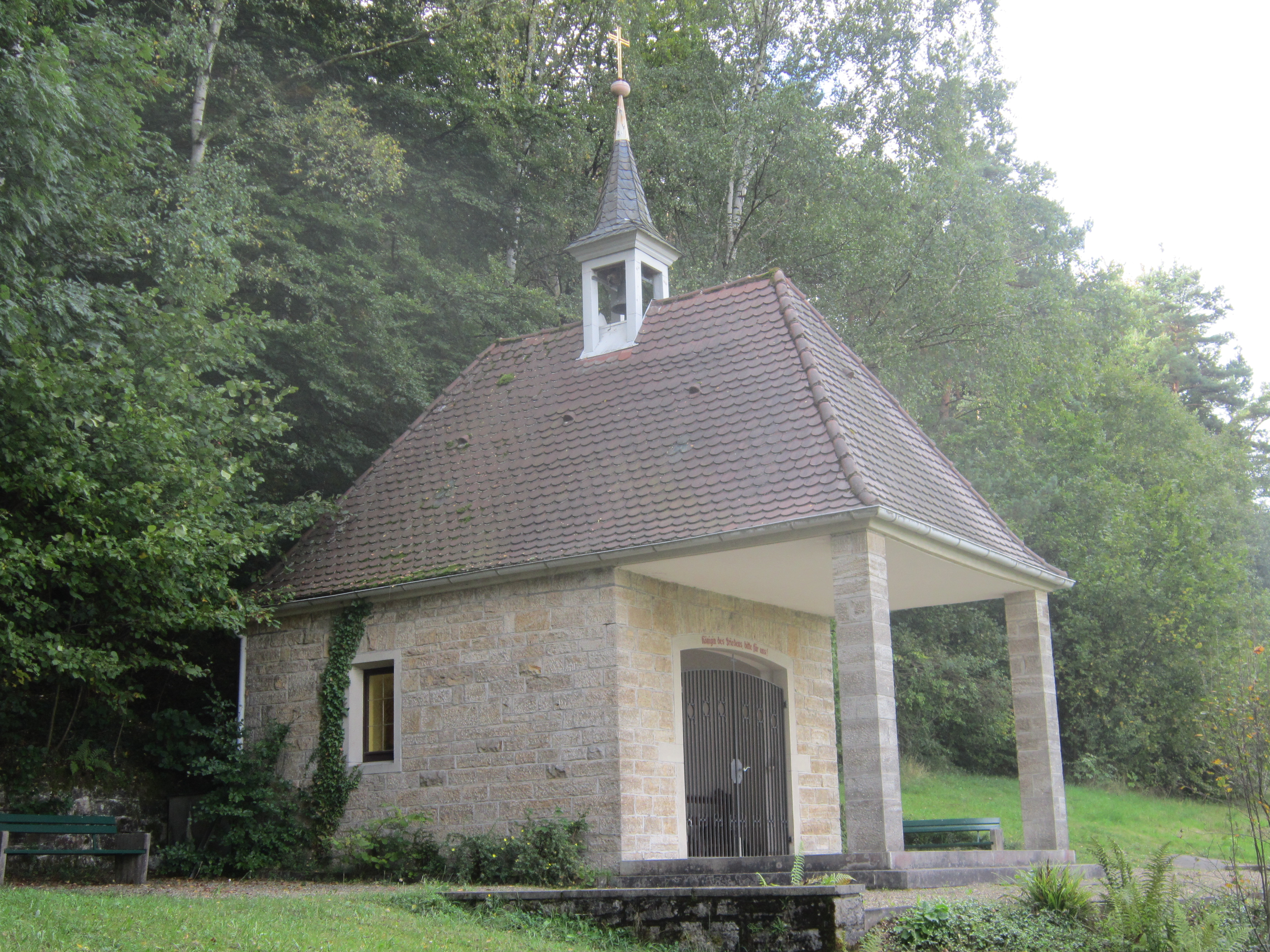
Die Friedenskapelle

Ebenfalls 1953 wurde aus Anlass des 500-jährigen Bestehens der Nüdlinger Pfarrei die St. Kilian-Kirche renoviert. Der zuletzt 1991 renovierte Kreuzweg entlang der Wurmerischstraße musste wegen Baufälligkeit bis auf einen kleinen Rest entfernt werden, der in der Folgezeit jedoch auch verfiel. Andererseits wurde im Jahr 1955 entlang der Mauer des Nüdlinger Friedhofs ein neuer Kreuzweg errichtet. Im Jahr 1956 entstand ein neues Pfarrheim als Anbau an das Pfarrhaus. Im Jahr 1958 wurde unter tatkräftiger Unterstützung der gesamten Bevölkerung am Südwesthang des Osterberges die Friedenskapelle errichtet.
In den 1960er Jahren kam es in Nüdlingen zu verstärkter Bautätigkeit. So entstand unter anderem ab 1960 die Ortskanalisation; am 4. Oktober 1963 folgte die Inbetriebnahme einer Kläranlage. Am 29. September 1963 konnte der 1. Bauabschnitt der neuen Nüdlinger Schule am Hang des Schloßbergs eingeweiht werden; am 4. Oktober 1970 war der Bau der Schule mit der Einweihung des 3. Bauabschnitts vollendet. Zahlreiche Nüdlinger Straßen entstanden in den 1960er Jahren; andere wurden erweitert. Im Jahr 1967 wurde die Ortsdurchfahrt, ein Teilstück der B 287 asphaltiert. Gleichzeitig machte sich ein Rückgang der Landwirtschaft bemerkbar; bedingt einerseits durch die nachlassende Rentabilität und andererseits durch die steigende Bebauung des Ortes mit Wohngebieten wurde nun nur noch etwa die Hälfte der Ortsfläche landwirtschaftlich genutzt.
Unter Pfarrer Leidner entstand 1959 die katholische Werkvollgemeinschaft von Nüdlingen, die bald größte Werkvollgruppe im Landkreis. Sie bot unter anderem Veranstaltungen für die älteren Bürger des Ortes sowie Vortragsabende an. Daneben gründeten sich im Ort der Burschenverein, der sich bald in Heimatverein umbenannte und das auch außerhalb Nüdlingens bekannte Bergfest ins Leben rief, sowie der Elferrat, der Sportschützenverein Nüdlingen und weitere Vereine. Andererseits markierte die Entfernung der Glocke vom Dachreiter des Gasthauses Zum Stern, mit deren Hilfe im Ort Gefahren wie Unfälle, Feuer und Hochwasser bekannt gegeben wurden, ein Ende des bisherigen Brauchtums und der alten Trachten, an die von nun an lediglich in Rosenmontags- und Erntedankfestumzügen erinnert wurde.
Im Jahr 1960 führte der Würzburger Bischof Josef Stangl eine Visitation in Nüdlingen durch und firmte in diesem Rahmen 112 Kinder. Mit Beschluss vom 21. Dezember 1961 bekam die Nüdlinger Kirche im Jahr 1962 ein elektrisches Geläut. Mit dem Geläut wurden eine neue Turmuhr sowie neue Zifferblätter installiert. Auf Initiative des Würzburger Dombaumeisters Hans Schädel begannen 1963 die Arbeiten zur Instandsetzung der instabil gewordenen Kirchendecke. Gleichzeitig wurde eine erneut nötig gewordene Erweiterung der Kirche durchgeführt. In diesem Zusammenhang wurde ein mannshohe Christusfigur im Altarraum angebracht, die nach Aussage einer Nüdlinger Bürgerin einst als Feldkreuz gedient haben soll. Diese Vermutung ist laut Aussage von Heimatforscher Emil Pillich jedoch unwahrscheinlich; die Vorgeschichte des Kreuzes ist unklar.
Am 1. August 1961 wurden Nüdlingen und Haard nach mehreren entsprechenden Anträgen im Verlauf der vergangenen Jahrzehnte in den Finanzamtsbezirk Bad Kissingen aufgenommen.
Während Kanalisationsbauarbeiten in der Münnerstädter Straße im Zuge der Erweiterung des durch Nüdlingen verlaufenden Teilstücks der B 287 wurde ein unterirdischer Gang entdeckt, der vom Anwesen Döpfert, dem ehemaligen Gasthaus zur Post, in südöstliche Richtung führte. Der weitere Verlauf des Ganges konnte nicht mehr rekonstruiert werden, da dieser, als er bereits 1935 beim Bau der Wasserleitung freigelegt worden war, teilweise verschüttet wurde. Die volkstümliche Überlieferung, es handle sich bei dem Gang um einen Fluchtweg der Burg Hunberg, ist aus historischer Sicht nicht erwiesen. Im Rahmen der Erweiterung der Ortsdurchfahrt musste das Kriegerdenkmal für die Kriege von 1866 und von 1870/71 entfernt werden.
Am 22. September 1966 wurde die Einführung einer Müllabfuhr in Nüdlingen beschlossen. Der für den 1. Januar 1967 geplante Beginn der Müllabfuhr musste auf Grund von Verzögerungen bei der Abfassung der Satzung und bei den Verhandlungen mit der für den Müllabtransport zuständigen Firma auf den 6. Mai 1967 verschoben werden. Ebenfalls 1967 wurde neues Bauland erschlossen, und zwar an der westlichen Grenze des Ortes für Industrie- und landwirtschaftliche Zwecke und an der südwestlichen und nördlichen Grenze für Wohnzwecke.
Der erste Pfarrgemeinderat der Gemeinde Nüdlingen-Haard entstand im Februar 1968 und bestand aus 17 Mitgliedern.
Am 21. Juni 1971 begann in Nüdlingen und Haard die Flurbereinigung und war Ende der 1980er Jahre vollendet. In den 1970er Jahren wurden die Kläranlage erneuert (1975) und neue Wohngebiete erschlossen (1974 und 1975).

### Eingemeindungen
Am 1. Januar 1972 wurde Haard im Rahmen der Gemeindegebietsreform Gemeindeteil von Nüdlingen, nachdem sich die Bürger von Haard mit 269 von 300 abgegebenen gültigen Stimmen für die Eingemeindung nach Nüdlingen ausgesprochen hatten. Der Plan, Nüdlingen nach Bad Kissingen einzugemeinden, war vom Gemeinderat abgelehnt worden. Auf Grund der durch die Gebietsreform anfallenden Kommunalwahlen am 11. Juni 1972 fand die 1200-Jahr-Feier von Nüdlingen mit einjähriger Verspätung im Jahr 1973 statt.

### Einwohnerentwicklung
- 1961: 3244 Einwohner, davon 610 in Haard
- 1970: 3570 Einwohner, davon 693 in Haard
- 1987: 3520 Einwohner
- 1991: 3760 Einwohner
- 1995: 4037 Einwohner
- 2000: 4210 Einwohner
- 2005: 4257 Einwohner
- 2010: 4155 Einwohner
- 2015: 3934 Einwohner
- 2016: 3913 Einwohner

Im Zeitraum 1988 bis 2018 stieg die Einwohnerzahl von 3566 auf 3894 um 328 Einwohner bzw. um 9,2 %. 2005 hatte die Gemeinde 4254 Einwohner.
Quelle: BayLfStat

## Politik

### Gemeinderat
Nach der letzten Kommunalwahl am 15. März 2020 hat der Gemeinderat 16 Mitglieder. Die Wahlbeteiligung lag bei 69 %. Die Wahl brachte folgendes Ergebnis:
Weiteres Mitglied und Vorsitzender des Gemeinderates ist der Bürgermeister.

### Bürgermeister
Erster Bürgermeister ist Harald Hofmann (CSU). Dieser wurde im Jahr 2014 Nachfolger von Günter Kiesel (CSU) und am 15. März 2020 mit 54,4 % der Stimmen wieder gewählt.

### Wappen
| Wappen von Nüdlingen | Blasonierung: „In Rot schräg gekreuzt ein goldenes Schwert und ein goldener Pfeil, belegt mit einer silbernen Bischofsmütze.“ |
| Wappen von Nüdlingen | Wappenbegründung: Fürstbischof Friedrich von Wirsberg verlieh dem Ort 1570 ein Wappen, das auch im Gemeindesiegel geführt wurde. Im Wappen weisen die Farben Silber und Rot und die Bischofsmitra auf die einstmalige Zugehörigkeit zum Hochstift Würzburg hin. Das Schwert steht für ein Dorfgericht, das wahrscheinlich in Nüdlingen bestanden hat. Die Bedeutung des Pfeils ist nicht bekannt. Im Lauf der Zeit wurde das Wappen vergessen und erst 1963 wieder angenommen. Wappenführung mit Genehmigung des Bayerischen Innenministeriums vom 16. September 1963. |

## Kultur und Sehenswürdigkeiten

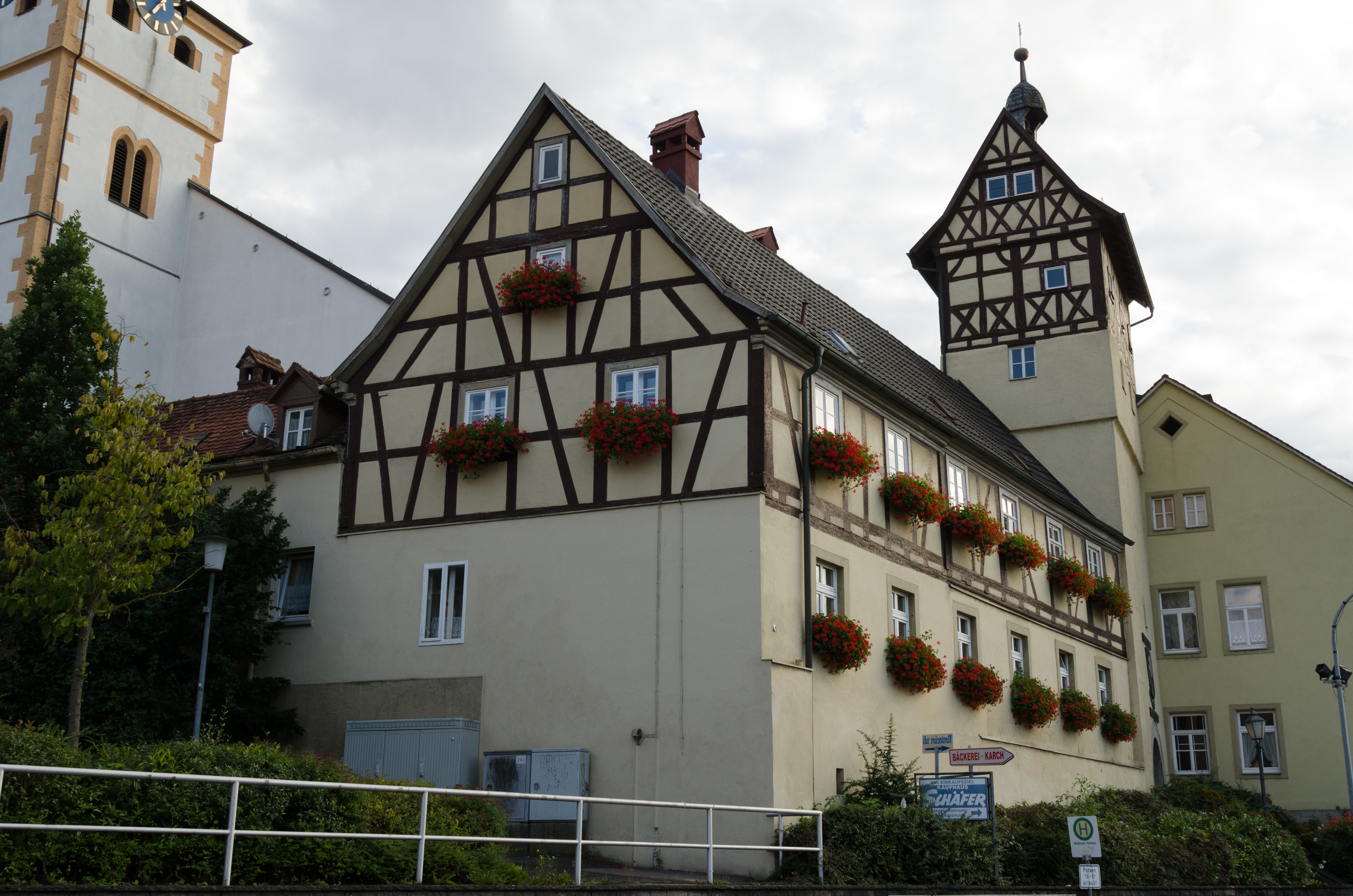
Ehemalige Schule, jetzt Heimat- und Eulenmuseum

### Museen
- Heimatmuseum[103]
- Eulenmuseum[104]
- Feuerwehrmuseum[105]

### Sport
- Die DJK Nüdlingen[106] ist ein Mehrspartensportverein mit zehn Abteilungen, dessen Frauenhandballer im Rahmen der Handballspielgemeinschaft SG SV  Garitz / DJK Nüdlingen[107] mehrere Jahre in der Handball-Bayernliga (4. Liga) spielten.

## Wirtschaft und Infrastruktur
Die Gemeindesteuereinnahmen betrugen im Jahr 2021 umgerechnet 4.096.000 Euro, davon waren umgerechnet 1.219.000 Euro (netto) Gewerbesteuereinnahmen.
2021 gab es 1060 sozialversicherungspflichtig Beschäftigte am Arbeitsort, 1821 sozialversicherungspflichtig Beschäftigte am Wohnort und 62 Arbeitslose. Im verarbeitenden Gewerbe gab es drei Betriebe, im Bauhauptgewerbe deren 15. Im Jahr 2020 bestanden 18 landwirtschaftliche Betriebe mit einer landwirtschaftlich genutzten Fläche von 1614 Hektar.

### Verkehr
Durch Nüdlingen führt die B 287 als Verbindung von Hammelburg nach Münnerstadt und zur B 19 Richtung Schweinfurt.

### Bildung
2021 gab es folgende Einrichtungen:
- Die katholischen Kindergärten „Haus für Kinder“ in Nüdlingen und Haard mit 223 Kindergartenplätzen und 171 Kindern
- Die Schlossberg-Grundschule Nüdlingen mit 7 Lehrern und 117 Schülern

## Persönlichkeiten

### Bürgermeister
| Name                | Amtsbezeichnung | Amtszeit                              |
| ------------------- | --------------- | ------------------------------------- |
| Peter Kiesel        | Vorsteher       | 1813–1823                             |
| Johannes Hammelmann | Vorsteher       | 1823–1835                             |
| Michel Braun        | Vorsteher       | 1835–1. Oktober 1848                  |
| Thomas Schmitt      | Vorsteher       | 1. Oktober 1848 bis 1. Oktober 1854   |
| Leonhard Wilm       | Vorsteher       | 1. Oktober 1854 bis 1. Oktober 1866   |
| Thomas Schmitt      | Vorsteher       | 1. Oktober 1866 bis 31. Dezember 1869 |
| Lutz Johann         | Bürgermeister   | 1. Januar 1870 bis 31. Dezember 1881  |
| Franz Wilm          | Bürgermeister   | 1. Januar 1882 bis 31. Dezember 1887  |
| Paulus Schäfer      | Bürgermeister   | 1. Januar 1888 bis 31. Dezember 1893  |
| Michael Müller      | Bürgermeister   | 1. Januar 1894 bis 31. Dezember 1899  |
| Paulus Schäfer      | Bürgermeister   | 1. Januar 1900 bis 31. Dezember 1905  |
| Wilhelm Kiesel      | Bürgermeister   | 1. Januar 1906 bis 31. Dezember 1911  |
| Gottfried Schäfer   | Bürgermeister   | 1. Januar 1912 bis 31. Dezember 1919  |
| Gerhard Hofmann     | Bürgermeister   | 15. Juni 1919 bis 31. Dezember 1930   |
| Gottfried Schäfer   | Bürgermeister   | 1. Januar 1931 bis 30. April 1939     |
| Gerhard Hofmann     | Bürgermeister   | 15. Juni 1919 bis 31. Dezember 1930   |
| Erhard Memmel       | Bürgermeister   | 1. Mai 1939 bis 31. Januar 1943       |
| Richard Wilm        | Bürgermeister   | 1. Februar 1943 bis 25. August 1945   |
| Franz Kiesel        | Bürgermeister   | 26. August 1945 bis 27. Januar 1946   |
| Ludwig Kiesel       | Bürgermeister   | 27. Januar 1946 bis 25. Mai 1948      |
| Thomas Kiesel       | Bürgermeister   | 26. Mai 1948 bis 1. Oktober 1949      |
| Anton Weber         | Bürgermeister   | 1. Oktober 1949 bis 8. Oktober 1950   |
| Erhard Memmel       | Bürgermeister   | 8. Oktober 1950 bis 30. April 1966    |
| Franz Nicolai       | Bürgermeister   | 1. Mai 1966–1984                      |
| Adalbert Kiesel     | Bürgermeister   | 1984–2002                             |
| Günter Kiesel       | Bürgermeister   | 2002–2014                             |
| Harald Hofmann      | Bürgermeister   | 2014–heute                            |

### Pfarrer
| Name                                            | Amtszeit  |
| ----------------------------------------------- | --------- |
| unbekannt                                       | 1453–1570 |
| Johann Höflein                                  | 1570–1573 |
| Johann Körber, Wolfgang Zentgraf, Johann Kramer | 1573–1609 |
| unbekannt                                       | 1609–1654 |
| Peter Schlereth                                 | 1654–1664 |
| Johann Ankenbrand                               | 1664–1669 |
| Josef Mich. Franz                               | 1669–1672 |
| Eucharius Mühlfeld                              | 1672–1678 |
| Johann Georg Kirchner                           | 1678–1724 |
| Johann Harth                                    | 1724–1746 |
| Adam Lutz                                       | 1746–1751 |
| Valentin Werner                                 | 1751–1772 |
| Georg Mötzel                                    | 1772–1774 |
| Johann Rausch                                   | 1774–1783 |
| Eugen Glaubrecht                                | 1783–1789 |
| Franz Korb                                      | 1789–1790 |
| Bernhard Kast                                   | 1790–1810 |
| Johann Adam Göpfert                             | 1810–1825 |
| Johann Sartorius                                | 1825–1833 |
| Reinhard Metz                                   | 1833–1846 |
| Michael Erhard                                  | 1846–1867 |
| Andreas Michel                                  | 1867–1872 |
| Georg Bettinger                                 | 1872–1887 |
| Adam Treubert                                   | 1887–1908 |
| Augustin Hirsch                                 | 1908–1916 |
| Adalbert Knapp                                  | 1916–1926 |
| Wilhelm Zufraß                                  | 1926–1955 |
| Baptist Leidner                                 | 1956–1977 |
| Matthias Konrad                                 | 1977–1990 |
| Andreas Bracharz                                | 1990–1995 |
| Otto Englert                                    | 1995–2000 |
| Dominik Kesina                                  | 2001–2020 |

### Söhne und Töchter des Ortes
- Silvanus Speht (1611–1646), Abt des Klosters Münsterschwarzach
- Alfred Wirthmann (1927–2020), emeritierter Professor für Geographie und Geoökologie
- Irmgard Hofmann (* 1957), Journalistin und Schriftstellerin

### Ehrenbürger
- Pfarrer Wilhelm Zufraß, Ernennung 1955
- Oberlehrer i. R. Artur Troll, Ernennung 1961
- Altbürgermeister Erhard Memmel, Ernennung 1966
- Josef Hümmler, Ernennung 2004
- Oskar Hein, Ernennung 2013
- Adalbert Kiesel, Ernennung 2017